# Grasheim
Grasheim ist ein Gemeindeteil von Karlshuld im Landkreis Neuburg-Schrobenhausen, der zum Regierungsbezirk Oberbayern in Bayern gehört. Zu Grasheim gehört auch noch das südlich gelegene Untergrasheim.

## Geographie
Grasheim ist ein Straßendorf und liegt mitten im Altbayerischen Donaumoos, einem Teil des Unterbayerischen Hügellands. Dieses ist Teil des Alpenvorlandes, eine der Naturräumlichen Haupteinheiten Deutschlands.

Verkehrstechnisch liegt Grasheim an der nordöstlich-südwestlich verlaufenden Staatsstraße 2049 von Ingolstadt (Südumfahrung) nach Pöttmes. Diese wird gekreuzt von der Kreisstraße ND 14 von Obermaxfeld über Untergrasheim und Berg im Gau nach Hörzhausen. Außerdem führt die Kreisstraße ND 15 von Grasheim nach Süden nach Untergrasheim und nach einem scharfen Ostknick über Karlshuld nach Lichtenheim in die Staatsstraße St 2048.
Die Nachbarorte von Grasheim sind die Königsmooser Ortsteile Obergrasheim, Stengelheim und Untermaxfeld im Westen, Obermaxfeld, Rosing, Zitzelsheim und Nazibühl im Norden, der Hauptort Karlshuld und Kleinhohenried im Osten und Berg im Gau mit seinen Ortsteilen Siefhofen, Dettenhofen und Oberarnbach im Süden.

## Geschichte
Am 28. Februar 1796 erbaute der vormalige Donaumoos-Aufseher Graßmeier als Kolonist auf Moorgründen, die ihm gratis überlassen worden waren, eine Hofstätte. Später kam noch die Hofstelle des Kolonisten Jakob Spehr dazu. Bei diesen beiden Höfen in Grasheim, das damals zur Gemeinde Untermaxfeld gehörte, blieb es nun längere Zeit. 1820 bis 1830 kamen nun weitere Familien hinzu, die 1830 die Gemeinde Grasheim mit den Ortschaften Obergrasheim und Untergrasheim gründeten. 1860 wurde die Gemeinde Grasheim neu organisiert in Gemeinde Grasheim (größter Teil des alten Untergrasheim), Obergrasheim (gehörte nun zur oberbayerischen Gemeinde Berg im Gau, heute zu Königsmoos) und Untergrasheim (kleinerer Teil des alten Untergrasheim im Südosten, gehörte ebenfalls zu Berg im Gau, heute wie Grasheim bei Karlshuld).
Kirchlich gehören die Katholiken Grasheims seit jeher zur Pfarrei Sankt Ludwig in Karlshuld, die Protestanten zur Evangelischen Kirchengemeinde ebenfalls in Karlshuld. Die Katholiken im Gemeindeteil Untergrasheim gehören zur Pfarrei Sankt Joseph in Untermaxfeld.
Bis zum 1. Juli 1972 gehörte die selbstständige Gemeinde Grasheim zum schwäbischen Landkreis Neuburg an der Donau und fiel dann mit der Gebietsreform in Bayern an den vergrößerten oberbayerischen Landkreis Neuburg an der Donau, der am 1. Mai 1973 den Namen Landkreis Neuburg-Schrobenhausen erhielt. Am 1. Mai 1978 wurde Grasheim mit damals 455 Einwohnern in die Gemeinde Karlshuld eingemeindet.